# Severnokorejska nogometna reprezentanca
Severnokorejska nogometna reprezentanca   (kor. 조선민주주의인민공화국 축구협회)  je  nacionalno  moštvo Severnokorejske nogometne zveze iz Demokratične ljudske republike Koreje. 

## Sodelovanje na SP
| Tekmovanje | Tekem | Zma. | Neo. | Izg. | Da.Gol | Pr.Gol |
| ---------- | ----- | ---- | ---- | ---- | ------ | ------ |
| 1966       | 4     | 1    | 1    | 2    | 5      | 9      |
| 2010       | 3     | 0    | 0    | 3    | 1      | 12     |
| Skupaj     | 7     | 1    | 1    | 5    | 6      | 21     |